# Isola Rossa

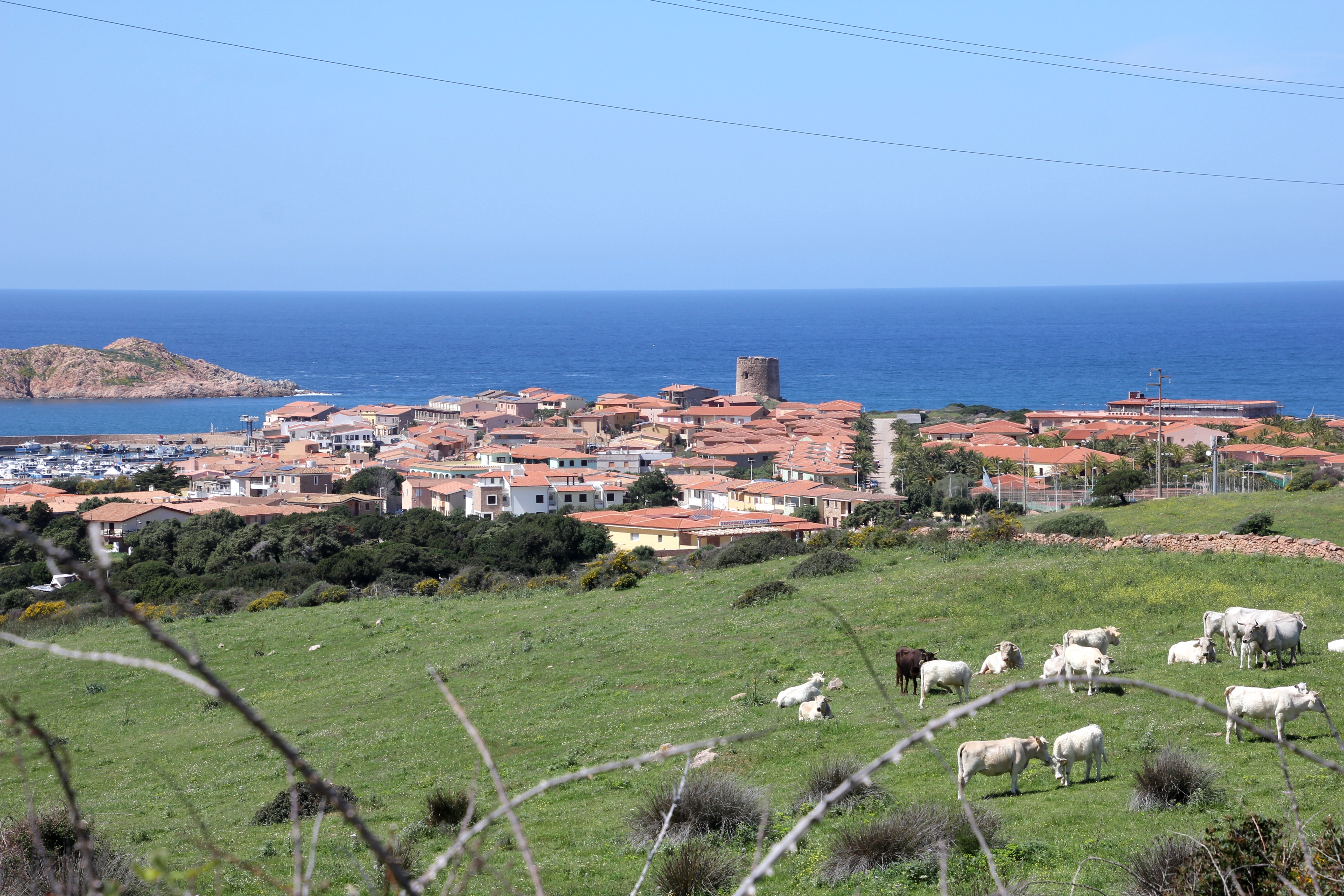
Blick auf Isola Rossa

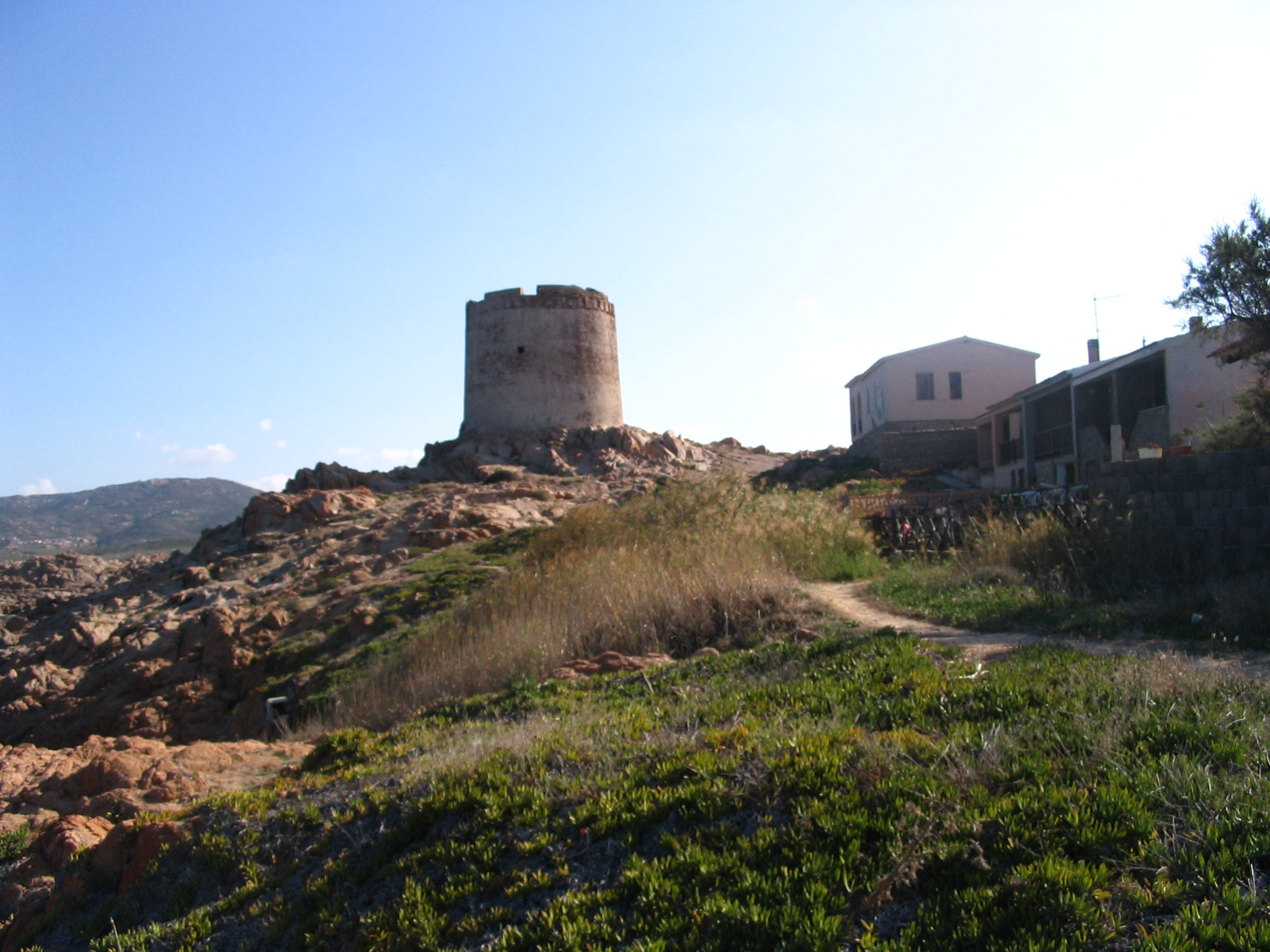
Spanischer Wehrturm

Isola Rossa ist ein Ortsteil der Gemeinde Trinità d’Agultu e Vignola in der Provinz Nord-Est Sardegna in der italienischen Region Sardinien. Der Ort hat etwa 176 Einwohner (Stand 2017).

## Geographie
Isola Rossa ist ein touristisch geprägter ehemaliger Fischerort an der sardischen Nordküste zwischen der Costa Paradiso im Osten und dem Golf von Asinara im Westen. Der Name des Orts basiert auf den vor der Küste liegenden rosafarbigen Granitfelsen.